# 扎希丽派
扎希利派（阿拉伯语：الظاهرية）是伊斯兰教的教派之一，创始人是伊斯蘭黃金時代的波斯穆斯林法学家達烏德·扎希利。该流派的特徵是對古蘭經和聖訓中表達的外在（ẓāhir）含義的依賴，以及對類推論（qiyās）的拒絕。在中東地區取得了有限的成功和衰落之後，學派在科爾多瓦哈里發国蓬勃發展，最后与罕百里派學派合併，但在20世紀中葉的穆斯林世界的某些地區（如摩洛哥和巴基斯坦）也得以復興。

## 外部連結
- Dr. Sherman Jackson, Literalism, Empiricism, and Induction: Apprehending and Concretizing Islamic Law's Maqasid al-Shari'ah in the Modern World[永久].
- http://www.brill.com/products/book/zahiri-madhhab-3rd9th-10th16th-century （页面存档备份，存于）